# Ледин, Евгений Григорьевич
Евгений Григорьевич Ле́дин (1914 — 2008) — советский изобретатель взрывчатых веществ. Инженер-полковник. Лауреат Сталинской премии.

## Биография
Родился 9 апреля 1914 года в Сухуме в семье земского фельдшера. Брат — Ледин, Леонид Григорьевич. Окончил Сухумский индустриальный техникум (1930, где учился вместе с Георгием Гулиа) и Ленинградский химико-технологический институт (1938, специальность — «инженер-химик»).
Работал старшим инженером в IX отделе Научно-технической лаборатории Артиллерийского научно-исследовательского морского института над созданием новых взрывчатых веществ.
Совместно с В. П. Богдановым в 1939—1940 годах разработал новый состав взрывчатого вещества, отличавшегося повышенной мощностью.
После начала войны призван на службу в ВМФ. В ноябре 1941 года написал рапорт начальнику политотдела Центральных управлений и Главного Морского Штаба генерал-лейтенанту Н. Д. Звягину, а затем при его поддержке — докладную записку в ГКО СССР, в которой говорил о возможности промышленного производства сверхэффективного взрывчатого вещества. 7 декабря был принят И. В. Сталиным и получил «добро». В тот же день ему было присвоено звание военного инженера III ранга, он был назначен руководителем Специального экспериментального производственного бюро Наркомата боеприпасов.
Как отмечал В. Н. Новиков,

Всесторонние лабораторные исследования и испытания стрельбой показали, что по мощности гексоген более чем в два раза превосходит тротил и, кроме того, отличается высокой зажигательной способностью.
В дни битвы за Москву, 7 декабря 1941 года, у председателя Государственного Комитета Обороны И. В. Сталина состоялось совещание, на котором Е. Г. Ледин доложил о разработанных им мощных взрывчатых составах на основе гексогена. Совещание признало исключительную необходимость применения новой «гексогеновой» взрывчатки в бронебойно-зажигательных снарядах, в снарядах для авиационных пушек, а также в фугасных авиабомбах. ГКО принял несколько постановлений, предусматривавших создание производств гексогена и взрывчатых составов на его основе. Началось строительство и оборудование снаряжательных цехов. Проводились государственные испытания боеприпасов, снаряженных новой мощной взрывчаткой. Е. Г. Ледин возглавил созданное Специальное экспериментально-производственное бюро, в котором разрабатывали технологию изготовления полученных им новых взрывчатых веществ.
Государственная комиссия под председательством командующего артиллерией Красной Армии генерал-полковника артиллерии Н. Н. Воронова признала высокую эффективность и надежное зажигательное действие бронебойных снарядов с составом на основе гексогена. В феврале 1942 года вышло специальное решение ГКО о принятии новых составов на вооружение и о плане поставок боеприпасов, снаряженных этими составами.
Производство гексогена в 1942 году увеличилось в десять раз по сравнению с 1941 годом, а в следующем — почти в полтора раза против этого выпуска и оставалось на таком уровне и в 1944 году.
Во второй половине 1942 года снаряды противотанковых, авиационных и морских пушек, снаряженные новыми мощными гексогенсодержащими взрывчатыми веществами, стали поступать в действующую армию во все возраставших количествах. С декабря 1941 года по август 1943 года заводы освоили производство более 12 видов артиллерийских боеприпасов с новыми мощными взрывчатыми веществами. К концу 1942 года все снаряды танковой, противотанковой артиллерии и авиационных пушек поставлялись только в снаряжении мощными гексогенсодержащими составами.
Успех этого дела в трудные военные годы был обеспечен героическими усилиями коллектива Специального экспериментально-производственного бюро, руководимого инженер-капитаном Е. Г. Лединым, многих работников заводов, НИИ и КБ, военных представителей. За разработку нового вида взрывчатого вещества Е. Г. Ледину и его ближайшим помощникам была присуждена Государственная премия.
— 
Свою взрывчатку (смесь гексогена и алюминиевой пудры) Ледин назвал А-IX-2 (Артиллерийский морской НИИ, IX отдел научно-технической лаборатории, «2»-номер изобретения).
К началу 1943 года все выпускаемые военной промышленностью противотанковые и авиационные снаряды и часть снарядов морской и зенитной артиллерии снабжались А-IX-2.
В 1943—1945 начальник морской технологической лаборатории (МТЛ) Военно-морского флота (Ленинград). С 1945 года работал в НИИ Наркомата сельскохозяйственного машиностроения.
В 1946 году назначен заместителем начальника 6 отдела 4 Управления ВМФ, где стал ведущим специалистом по реактивным двигателям для ракет ВМФ (П-70 «Аметист»). Затем служил в военной приёмке Министерства обороны. Уволен в запас по возрасту в 1970 году. 
С 1970 года на пенсии. Умер 7 ноября 2008 года.

## Награды и премии
- орден Отечественной войны II степени (6.11.1985)
- два ордена Красной Звезды
- медали.
- Сталинская премия третьей степени (1943) — за разработку и освоение технологии изготовления специального заряда из взрывчатых веществ